# Wass-ház
A Wass-ház a kolozsvári Fő tér (11. szám) nyugati oldalának egyik műemlék épülete. A romániai műemlékek  jegyzékében a CJ-II-m-B-07480 sorszámon szerepel.

## Története
A Fő tér nyugati oldalának egyik legszebb épülete. Reneszánsz, klasszicista és rokokó stílusjegyeket visel magán. Nevét tulajdonosa, Wass Ottília grófnő után kapta, aki halála után az Erdélyi Múzeum-Egyesületre hagyta, amelynek 1948-ig székháza volt. Az erkélyes kis palota oromzatán elhelyezett címere emlékeztet egykori tulajdonosára. Az épület timpanonjában a nyílvesszős bölényt ábrázoló családi címer felett látható a nyílvesszők közé applikált nap és hold motívuma, amely a család székelyföldi származására utal. Az 1810-es években a földszintjén élt Döbrentei Gábor és itt szerkesztette az Erdélyi Múzeum folyóiratot 1814 és 1818 között. A ház falai között Bölöni Farkas Sándor is élt. Gyulai Lajos gróf – egykori tulajdonosa – emeleti szobájában fél századon keresztül rótta 140 kötetet kitevő naplóbejegyzéseit. Wass Ottília a gróf unokahúga volt, akinek kedves társalkodópartnere az itt gyakran megforduló Kemény Zsigmond volt. A grófnő gazdag, több ezer kötetes könyvtárát a református kollégiumra hagyományozta. A 20. század elején az épület földszintjén működött a Dunky Fivérek Fényképészete. Dunky Ferenc és Kálmán 1886-ban nyitotta meg műtermét, amelyben a legtöbb erdélyi nemesi család megfordult. Nemcsak a műtermükben dolgoztak, hanem ott voltak minden jelentősebb eseménynél.
Az 1989-es romániai rendszerváltást követően az újjáalakult Erdélyi Múzeum-Egyesület visszaigényelte az ingatlant. A házat Gheorghe Funar polgármester idején eladták a benne lakóknak, a Múzeum-Egyesület megtámadta az adás-vételi szerződést. 2011 májusáig a jogvita még nem rendeződött.